# Lost in Lynchland
Lost in Lynchland är ett musikalbum av det svenska psychobillybandet Hotrod Frankie och släpptes 2008 av Fast & Angry Records och 2010 kom en nyutgåva av DIM Records.

## Låtlista
Låtordning
1. Bob I am
2. Highway 69
3. Showdown at 101
4. Lynchland cowboy
5. Black rider
6. Ain't no fire burning
7. Love song for the dead
8. The gates of Eden
9. Boogeyman returns
10. Dance of the dead
11. The darkest hour
12. Wolfwoman
13. Frankie went to heaven

### Bandmedlemmar
- Jan "Janne" Thörnblom - Sång, gitarr och låtskrivare
- Niklas Adolfsson - Gitarr
- Thomas Krohn - Bas och kontrabas
- Ulf Hansen - Trummor